# Gaspard Bauhin
Gaspard Bauhin (eller Caspar Bauhin), född 17 januari 1560 i Basel, död där 5 december 1624, var en schweizisk botaniker och fysiolog.
Gaspard Bauhin introducerade den binomiala nomenklaturen till taxonomin, som senare upptogs av Carl von Linné. Bauhins alster, Phyttopinas (1596), med förteckning på 2.460 växter, var det första som använde detta sätt att namnge objekt. Senare utgav han även Pinax theatri botanici (1623) med 6.000 växtbeskrivningar. Han arbetade även på en nomenklatur för den mänskliga anatomin. 

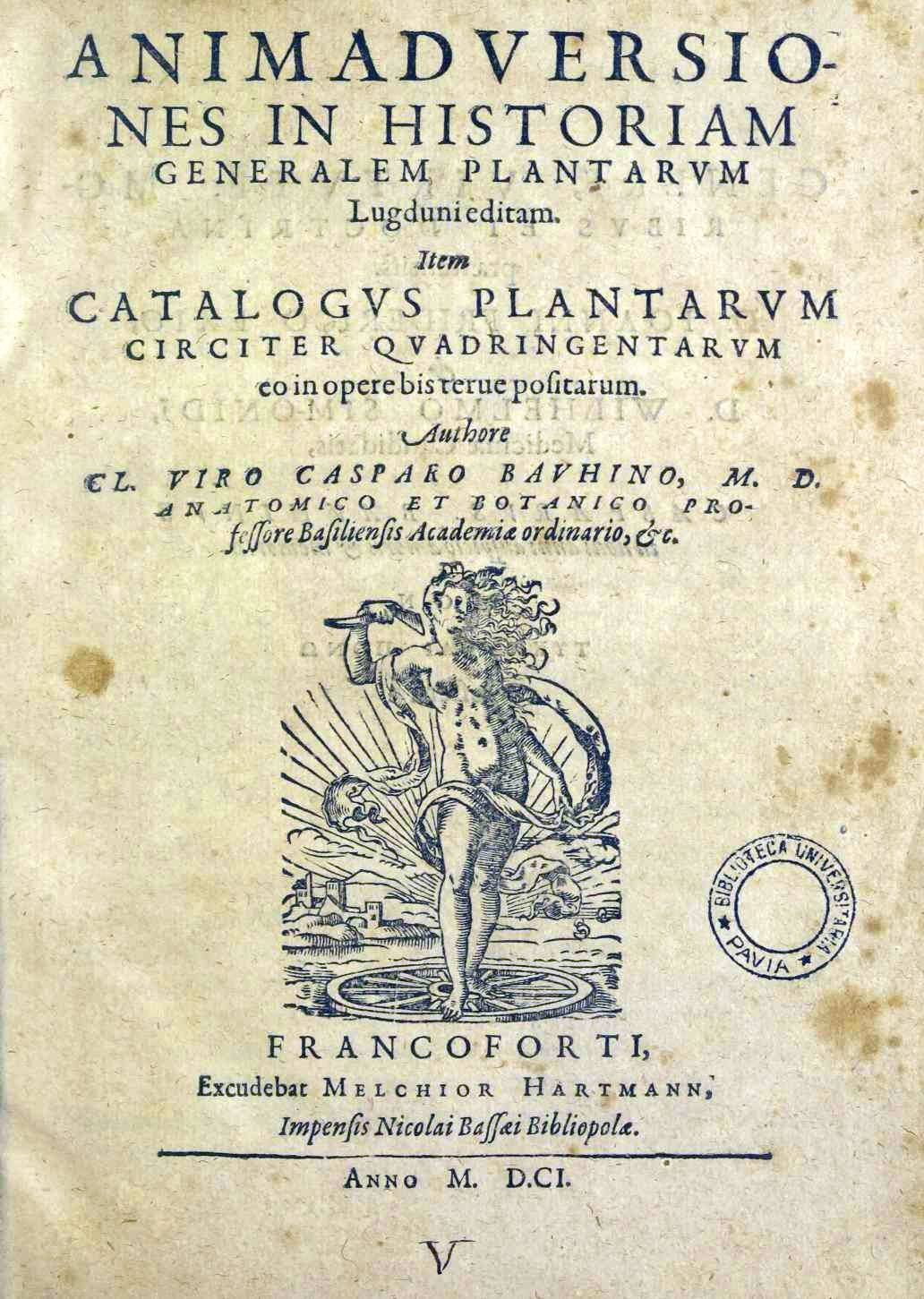
Animadversiones in historiam generalem plantarum, 1601

## Biografi
Gaspard Bauhin var son till Jean Bauhin den äldre (1511-1582), en fransk läkare som tvingats lämna sitt land då han konverterade till protestantismen. Hans bror Johann Bauhin, eller Jean Bauhin, var också en berömd fysiolog och botaniker. Gaspard föddes i Basel, och studerade medicin i Padua, Montpellier, och i Tyskland. När han återkom till Basel 1580, tog han doktorsexamen, och undervisade i botanik och anatomi. År 1582 utnämndes han till professor i grekiska vid universitetet, och 1588 i anatomi och botanik. Senare blev han stadsfysiolog, 1614 professor i praktisk medicin, rektor vid universitetet, och kurator vid fakulteten.
Vid sidan av Pinax Theatri Botanici planerade Bauhin ännu ett arbete, ett Theatrum Botanicum som skulle ges ut i tolv delar av vilka han hann skriva tre; bara en publicerades (1658). Dessutom gjorde han en sammanställning av vilka växter som fanns i Basels omgivning. Hans viktigaste arbete i anatomi var Theatrum Anatomicum infinitis locis auctum (1592).